# Alexander McDonnell
Alexander McDonnell, parfois orthographié M'Donnell ou MacDonnell (22 mai 1798- 14 septembre 1835), était un maître d'échecs irlandais, qui, à l'été 1834, a disputé une série de six matches contre Louis-Charles Mahé de La Bourdonnais, le meilleur joueur du monde de l'époque.
C'était le premier match de cette importance dans l'histoire d'échecs et aujourd'hui on le considère toujours comme le Championnat du Monde de 1834. Les parties ont été abondamment publiées et ont été annotées et discutées avec enthousiasme dans toute l'Europe. Au cours de cette rencontre de titans, les deux joueurs ont introduit plusieurs innovations, dont quelques-unes se rencontrent encore aujourd'hui. On pourrait même dire que l'ère moderne des échecs a commencé avec le match de 1834 entre McDonnell et La Bourdonnais.

## Biographie

### Débuts aux échecs
Fils d'un chirurgien, Alexander McDonnell naquit à Belfast en 1798. On le prépara pour devenir commerçant et il travailla quelque temps aux Indes occidentales. En 1820, il s'installa à Londres, où il devint secrétaire du Committee of West Indian Merchants. Ce poste lucratif faisait de lui un homme aisé et lui laissait beaucoup de temps qu'il put consacrer à sa passion pour les échecs.
En 1825 il devint l'élève de William Lewis, qui était alors le meilleur joueur en Grande-Bretagne. Mais bientôt, il atteignit un tel niveau que Lewis, craignant pour sa réputation, refusa tout simplement de jouer contre lui.

### Rencontre avec La Bourdonnais (1834)
La rencontre fut jouée en six matchs disputés à Londres de juin à octobre 1834. La Bourdonnais remporta quatre matchs et McDonnell un match. Le sixième et dernier match fut interrompu alors que McDonnell menait.

### Fin de carrière
Mais McDonnell n'était pas en bonne forme. Il souffrait de la maladie de Bright, ancienne appellation de la néphrite. À l'été 1835 son état s'aggrava et il mourut à Londres le 15 septembre avant que son match contre La Bourdonnais pût reprendre.
Le Français ne put jamais arriver à rétablir sa situation financière. Il mourut pauvre à Londres en 1840, après avoir été forcé de vendre tout ce qu'il avait, et jusqu'à ses vêtements, pour satisfaire ses créanciers. Tout à fait par hasard, il fut enterré à un jet de pierre de son vieux rival au cimetière londonien de Kensal Green.

## Parties remarquables
- Louis-Charles Mahé de La Bourdonnais contre Alexander McDonnell, 04, London 1834, Gambit de la Dame accepté : Variation centrale. Défense McDonnell (D20), 0-1 La première partie immortelle de l'histoire des échecs (Reuben Fine). Un sacrifice purement positionnel de la dame contre deux pièces mineures.
- Louis-Charles Mahé de La Bourdonnais contre Alexander McDonnell, London 1834, Ouverture du fou: variante Lopez (C23), 0-1 Un mélange intéressant de réussites et d'erreurs des deux côtés, se terminant par un mat avec deux cavaliers.